# Joseph M. Belford
Joseph McCrum Belford (* 5. August 1852 in Mifflintown, Pennsylvania; † 3. Mai 1917 in New York City) war ein US-amerikanischer Jurist und Politiker. Zwischen 1897 und 1899 vertrat er den Bundesstaat New York im US-Repräsentantenhaus.

## Werdegang
Joseph McCrum Belford wurde ungefähr neun Jahre vor dem Ausbruch des Bürgerkrieges in Mifflintown geboren. Er besuchte das Lycoming College in Williamsport und graduierte dann 1871 am Dickinson College in Carlisle. 1884 zog er nach Long Island, wo er an den Franklinville and Riverhead Academies unterrichtete. Er studierte Jura und begann nach dem Erhalt seiner Zulassung als Anwalt 1889 in Riverhead zu praktizieren. In der folgenden Zeit war er als Sekretär (secretary) und Vorsitzender im Suffolk County Republican Committee tätig sowie als Rechtsreferendariat (clerk) am Vormundschaftsgericht (surrogate court).
Politisch gehörte er der Republikanischen Partei an. Bei den Kongresswahlen des Jahres 1896 wurde Belford im ersten Wahlbezirk von New York in das US-Repräsentantenhaus gewählt, wo er am 4. März 1897 die Nachfolge von Richard C. McCormick antrat. Da er im Jahr 1898 auf eine erneute Kandidatur verzichtete, schied er nach dem 3. März 1899 aus dem Kongress aus. Im folgenden Jahr nahm er als Delegierter an der Republican National Convention in Philadelphia teil. Belford war in Riverhead wieder als Rechtsanwalt tätig und ging auch dem Bankgeschäft nach. Zwischen 1904 und 1910 arbeitete er als Vormundschafts- und Nachlassrichter (surrogate) in Suffolk County. Er verstarb am 3. Mai 1917 in der Grand Central Station von New York City. Sein Leichnam wurde dann auf dem Riverhead Cemetery in Riverhead beigesetzt. Sein Cousin war der Kongressabgeordnete James B. Belford.